# The Baltic Times
The Baltic Times é um jornal semanário independente que trata de assuntos de interesse geral, abordando notícias, política, comércio, e cultura específicos à Estônia, Letônia, e Lituânia.
The Baltic Times foi criado em 1996 quando da unificação do Baltic Independent com o Baltic Observer. 
Sediado na cidade de Riga, capital da Letônia, The Baltic Times é o principal periódico em língua inglesa que abrange os três países que formam o bloco báltico, sendo reconhecido internacionalmente. 
Apenas algumas de suas matérias podem ser acessadas gratuitamente na internet.